# Пятс, Николай Яковлевич
Никола́й Я́ковлевич Пятс (эст. Nikolai Päts; 24 августа 1871, Феллин, Лифляндская губерния — 29 ноября 1940, пос. Таммику, Эстонская ССР) — митрофорный протоиерей, председатель Синода Эстонской апостольской православной церкви, заведующий Государственной библиотекой Эстонской Республики, поэт.

## Биография
Родился в семье строительного мастера. Брат Константин — первый президент Эстонии. Жена — дочь священника Людмила Николаевна Чистякова (обвенчаны в 1899 году). Дети — Лидия, Владимир, Елена, Федор, Людмила.
Окончил Тахкураннаскую православную сельскую школу (1882), Пярнускую (Перновскую) православную приходскую школу (1883), Рижское духовное училище (1888) и Рижскую духовную семинарию с дипломом 1-й степени (1894).
Преподаватель церковно-приходской школы в Пайде (1894).
Священник в храме святого Арсения Великого села Тянассильма (1899).
Иерей, настоятель храма святого пророка Захарии и святой праведной Елисаветы в городе Ряпина (1904—1918). Председатель потребительского (1906) и организатор культурно-просветительного (1907) местных обществ, законоучитель в ряпинаской приходской школе и высшем городском училище, председатель училищных попечительств (1913).
Выруский (верроский) благочинный (1914), законоучитель в выруской (верроской) мужской гимназии, заместитель председателя Выруского просветительного общества, председатель Ревельского епархиального совета (1917).
Член Поместного Собора Православной Российской Церкви по избранию как клирик от Рижской епархии, член II, V, XV отделов, участвовал до 7 октября 1917 года, сложил полномочия с 1 ноября.
Во время Эстонской освободительной войны организатор самоуправления и строительства бронепоездов в Пярну.
С февраля 1919 года член Временного Эстонского епархиального совета, настоятель храма святых праведных Симеона и Анны в Таллине.
С сентября 1920 года председатель Синода Эстонской Апостольской Православной Церкви (кроме 1930—1935 годов), протоиерей.
Одновременно до 1924 года заведующий Государственной библиотекой Эстонской Республики, затем законоучитель в таллинских гимназиях.
С 1930 года член комитета по религиозному просвещению Министерства образования Эстонской Республики.
С 1936 года настоятель собора святого Александра Невского в Таллине, главный редактор журнала «Elutõde» («Правда жизни»), награждён митрой.
Автор учебника Закона Божия для православных эстонцев и поэтических сборников.

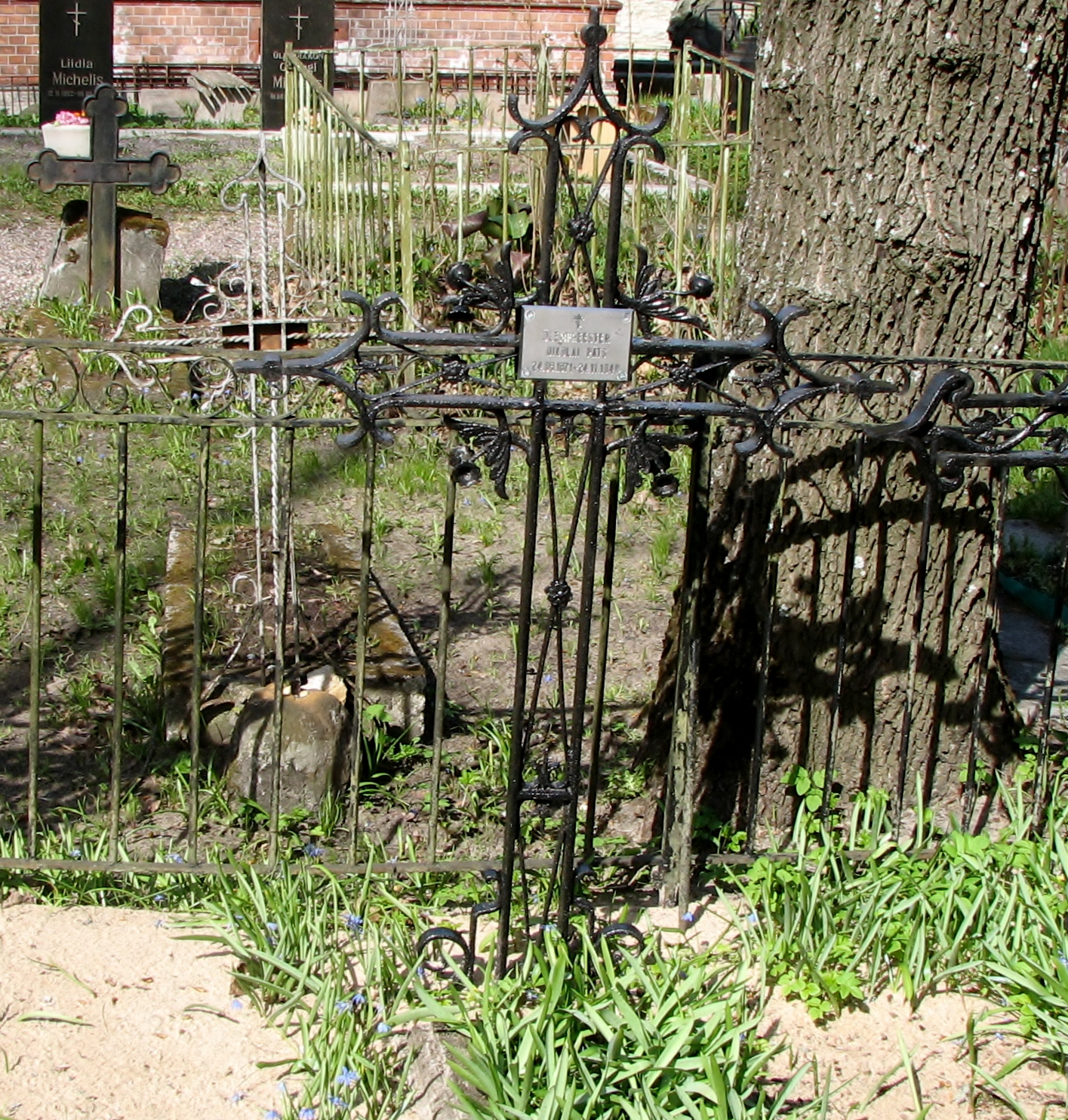
Могила на кладбище Сизелинна

Похоронен на кладбище Сиселинна в Таллине.
12—13 июля 2008 года в городе Ряпина прошло праздничное мероприятие «Открытие Николая Пятса» в рамках 90-летия Эстонской Республики.

## Награды
- Набедренник (1902), скуфья (1907), камилавка (1914), наперсный крест (1917), палицей (1924).
- Орден Эстонского Красного Креста 2-й степени (1929).
- Орден епископа Платона 2-й (1929) и 1-й (1931) степени.

## Сочинения
- Эстонская литература // Живописное обозрение. 1898. № 18-19/
- Kapral Tomson: lugulaul eesti Vabaduse sõjast. Tallinn: Rahvaülikool, 1923. (поэма)
- Kaks venda. Tallinn, 1924. (поэма)
- Koidust ja Hämarikust. Tallinn, 1930. (стихотворное переложение эстонского эпоса)
- Valgeil öil. Tartu, 1935 (Белой ночью. Сб. стихотворений).
- Pärnumaa ap.-õigeusu praostkonna album. 1935.
- Surmavõit — eluvõit // Elutõde, 12. aprill 1938/Metropoolia, 2017, nr. 79.